# Hygrophorus nemoreus
Hygrophorus nemoreus (Christian Hendrik Persoon, 1801 ex Elias Magnus Fries, 1838) din încrengătura Basidiomycota, în familia Hygrophoraceae și de genul Hygrophorus, este o specie nu prea răspândită de ciuperci comestibile care coabitează, fiind un simbiont micoriza (formează micorize pe rădăcinile arborilor). O denumire populară nu este cunoscută. În România, Basarabia și Bucovina de Nord se dezvoltă preferat pe sol bazic și calcaros în păduri de foioase, sub fagi și stejari, dar și pe lângă castani comestibili, crescând solitar sau în grupuri mici. Apare de la câmpie la munte, din iulie până în noiembrie, în primul rând în octombrie.

## Taxonomie

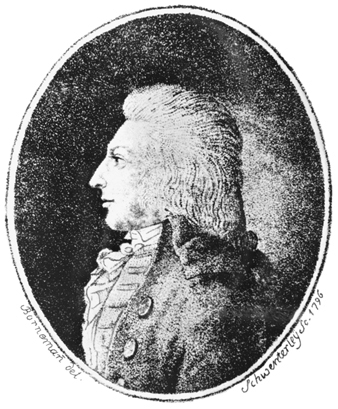
C. H. Persoon

Numele binomial a fost determinat de cunoscutul micolog bur Christian Hendrik Persoon în volumul 1 al operei sale Synopsis methodica Fungorum din 1801 drept Agaricus nemoreusus. Apoi, în 1838, renumitul savant Elias Magnus Fries a transferat specia la genul Hygrophorus sub păstrarea epitetului, de verificat în cartea sa Epicrisis systematis mycologici, seu synopsis hymenomycetum, fiind și numele curent valabil (2023). 
Sinonim obligatoriu este Hygrophorus pratensis var. nemoreus a micologului francez Lucien Quélet din 1883, bazând pe descrierea lui Persoon. Toate celelalte încercări de redenumire și variațiile descrise (vezi infocaseta) sunt acceptate sinonim. 
Epitetul este derivat din cuvântul latin (latină nemorensis=aferent unei dumbrave/pădureț, împădurit, datorită locului de creștere.

## Descriere

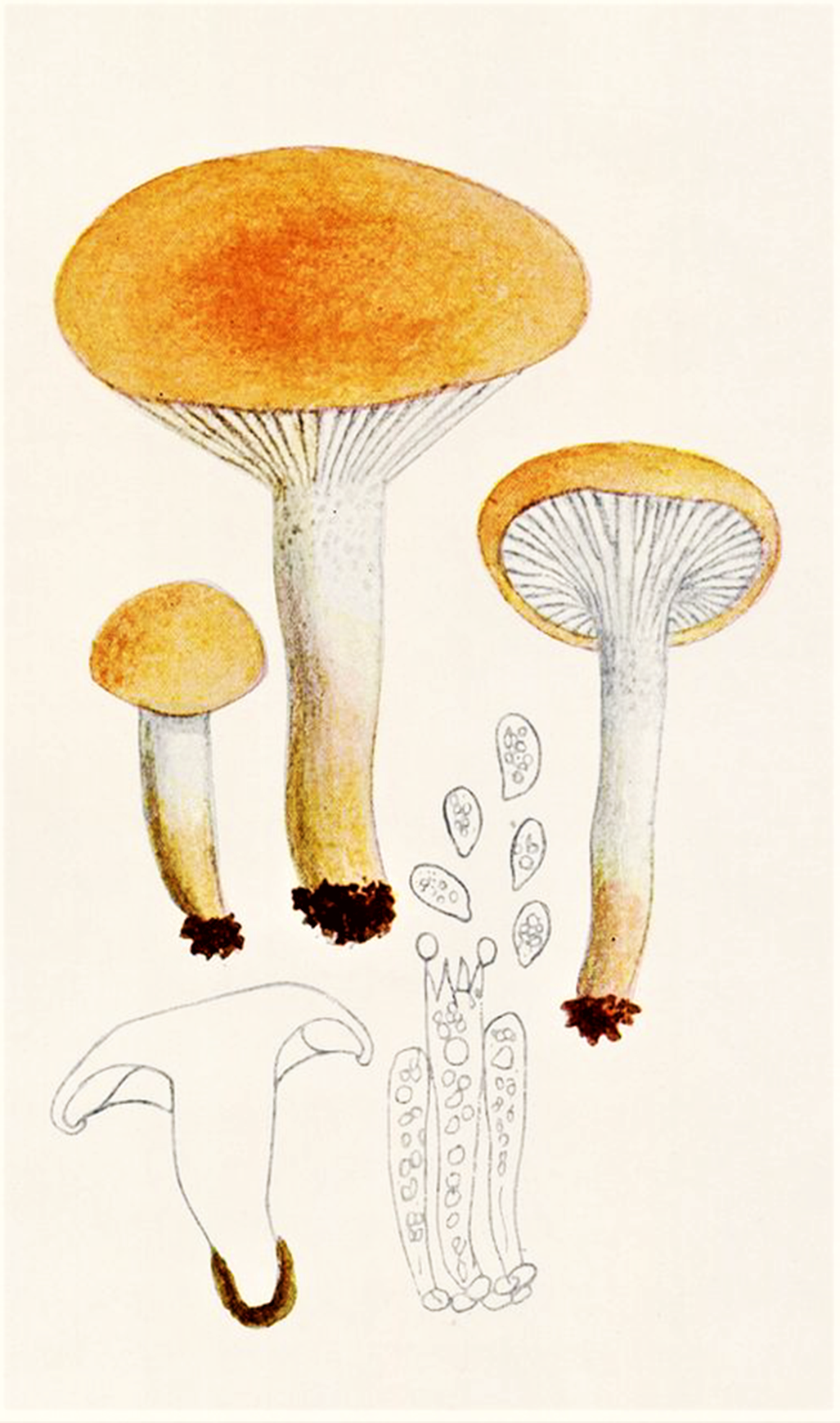
Bres.: Hygrophorus nemoreus

- Pălăria: cărnoasa și ferm-elastică, nehigrofană, cu un diametru de 4-8 (11) cm este inițial emisferică până la conic-convexă cu marginea răsucită spre inferior apoi plan-convexă, în sfârșit aplatizată până la ușor deprimată, cu sau fără o cocoașă lată și obtuză, marginea prezentând atunci nu rar câteva rupturi. Cuticula la început purinoasă, apoi netedă, cu fibre fine, încarnate radial, în centru ceva tomentoasă este lucioasă când este umed, iar la ariditate uscată și mată. Coloritul este gălbui până ocru-portocaliu, spre mijloc ocazional mai brun-portocaliu și spre margine mai deschis, izabel, uneori chiar alb.
- Lamelele: oarecum elastice, destul de groase și moderat îndepărtate cu lameluțe intercalate de lungime diferită, ocazional și bifurcate, sunt atașate lat de picior până slab decurente. Coloritul este pentru mult timp alb și devine cu timpul crem până la ocru-portocalii. Muchiile sunt netede.
- Piciorul: solid, ceva elastic cu suprafața uscată, radial fibroasă, uneori brumată, are o lungime de 4-8 cm și o lățime de 0,7-2 (2,5) cm, este cilindric, cu baza ascuțită și flocoasă, adesea adâncită în frunziș, fiind plin pe dinăuntru. Coloritul este spre sus albicios, spre jos galben deschis, galben până la galben-portocaliu pe fond alb. Nu poartă un inel.
- Carnea: albă, sub cuticulă adesea brun-portocalie care nu îngălbenește după tăiere este destul de cărnoasă și fermă. Mirosul este slab făinos, în vârstă de nuci și gustul blând.[3][4]
- Caracteristici microscopice: are spori netezi, elipsoidali, ceva alungiți, cu un apendice hilar mic și ascuțit, măsurând 6 -7 (8) x 4-4,5 (5) microni. Pulberea lor este albă. Basidiile clavate îngust cu 4 sterigme fiecare au o dimensiune de 43 (50)-55 (60) x 6-8 microni. Pileipellis (cuticula), este o cutis, groasă de până la 150 µm, alcătuită din hife împletite destul de lejer de 4-8,5 µm lățime, în centru și pe alocuri cu smocuri de hife erecte formând un trichoderm local, cu elemente terminale de 23-75 x 4-7,5 (9) microni. Coaja tijei este o cutis uscată alcătuită din hife cu elemente cilindrice de 2-4,5 µm lățime, în jumătatea superioară cu smocuri erecte și hife de până la 160 µm lungime, cu elemente terminale cilindrice până la ușor clavate de 25-60 x 4,5-9 microni. Conexiuni cu cleme sunt frecvente. Trama himenoforală este bilaterală, frontiera centrală fiind alcătuită din hife paralele, cu cavități intercelulare, cu elemente de până la 23 um lățime, spre himeniu cu elemente mai înguste de 25-160 x 4,5-12 (16) microni. Cistidele (elemente sterile situate în stratul himenal sau printre celulele din pielița pălăriei și a piciorului, probabil cu rol de excreție) lipsesc.[9][10]
- Reacții chimice: cuticula înălbește cu Hidroxid de potasiu.[11]

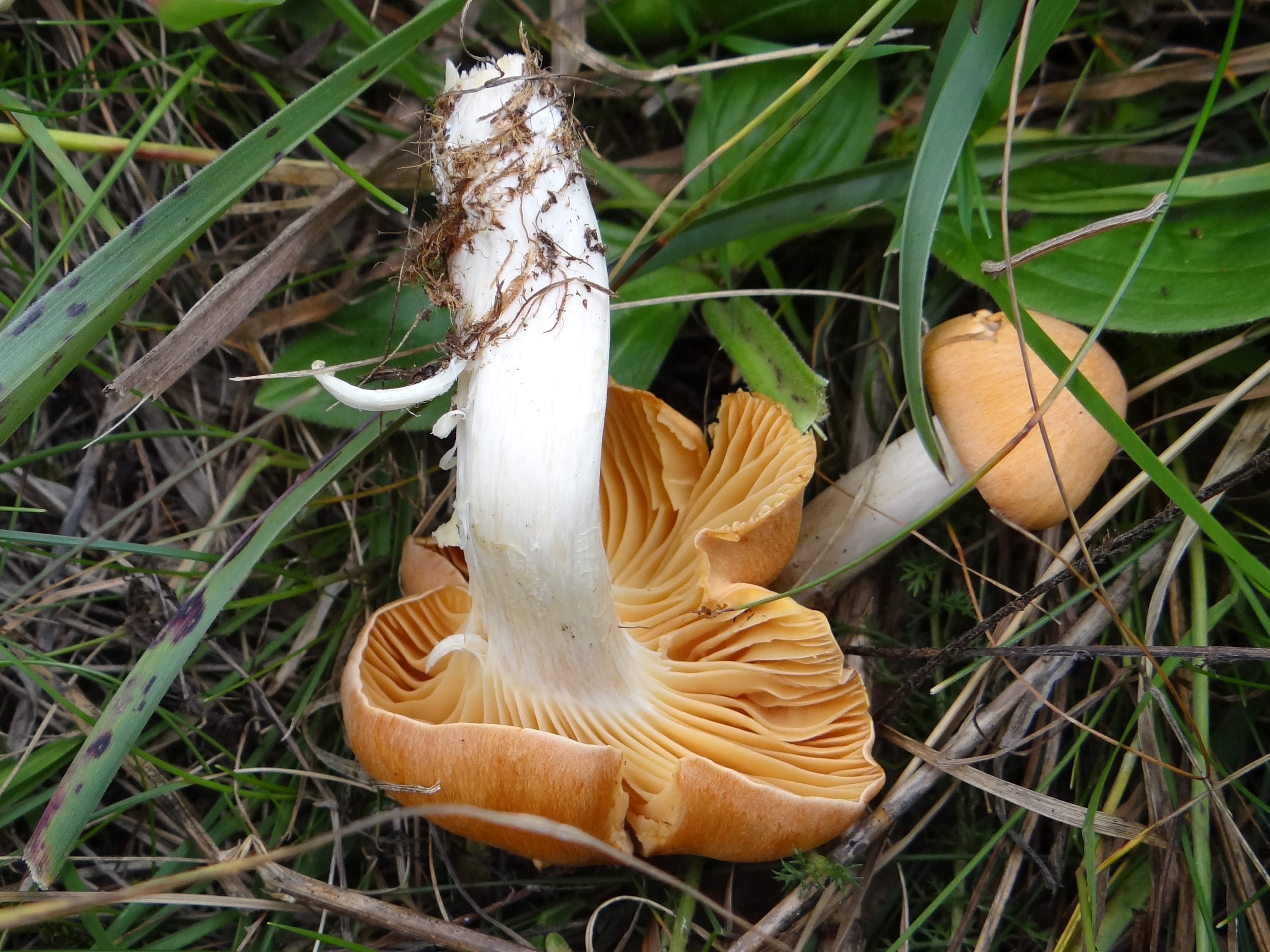
H. nemoreus foarte tânăr și mai bătrân
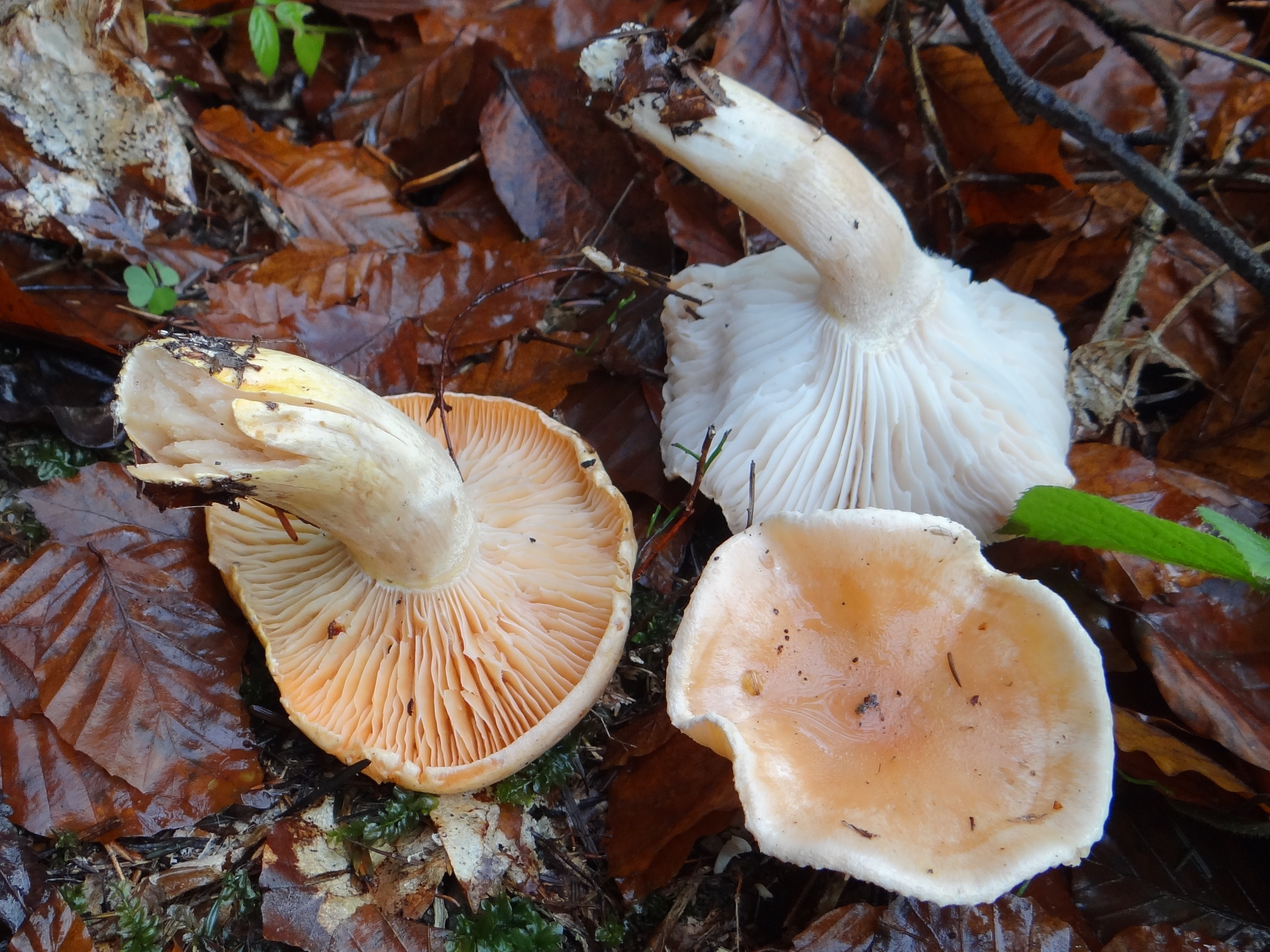
H. nemoreus bătrân și tânăr: lamele și picior
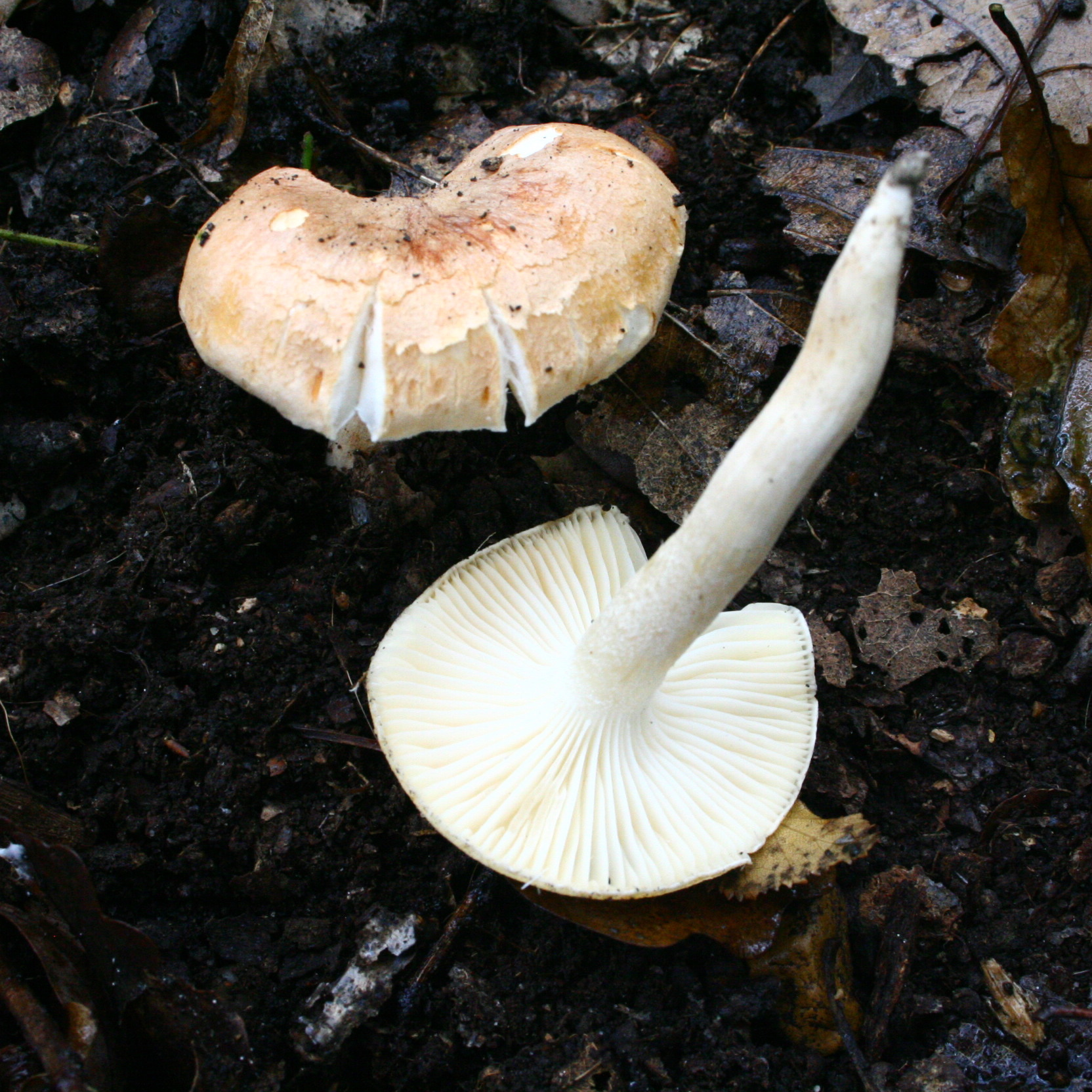
H. nemoreus bătrân: pălărie; tânăr: lamele și picior

## Confuzii
În mod general, Hygrophorus nemoreus poate fi confundat cu ciuperci comestibile și mai mult sau mai puțin savuroase cum sunt: Cuphophyllus colemannianus sin. Hygrocybe colemanniana (comestibil), Cuphophyllus pratensis sin. Hygrocybe pratensis, ciuciuleni de iarbă) (comestibil), Hygrophorus agathosmus (comestibil), Hygrophorus arbustivus (comestibil), Hygrophorus chrysodon (comestibil), Hygrophorus cossus (comestibil), Hygrophorus discoxanthus (comestibilitate tare limitată, se dezvoltă tot sub fagi pe sol calcaros, dar cu miros puternic și nu prea plăcut, lamelele se decolorează galben-maroniu), Hygrophorus  eburneus (comestibil), Hygrophorus gliocyclus (comestibil, Hygrophorus hedrychii (comestibil, se dezvoltă sub mesteceni, fără miros și gust specific), Hygrophorus hypothejus (comestibil), Hygrophorus ligatus (comestibil, se dezvoltă sub molizi, fără miros sau gust specific) Hygrophorus lucorum (comestibil), Hygrophorus piceae (comestibil, se dezvoltă în păduri de molizi pe  mușchi, fără miros, cu gust plăcut), Hygrophorus penarioides (comestibil, se dezvoltă tot sub fagi dar și sub stejari, fiind mai mare cu cuticulă uscată și mătăsoasă precum ușor pătat pe picior, rar), Hygrophorus penarius (comestibil) sau Hygrophorus poetarum (comestibil, se dezvoltă tot sub fagi, dar cu miros fructuos și roz sub cuticulă, destul de rar), Hygrophorus pudorinus (comestibil, de valoare culinară foarte scăzută), Hygrophorus pustulatus (comestibil), Hygrophorus queletii (comestibil, se dezvoltă sub larici), Hygrophorus speciosus (comestibil), Hygrophorus unicolor sin. Hygrophorus leucophaeus (comestibil) + imagini, dar și cu Calocybe gambosa (comestibil).

## Specii asemănătoare în imagini

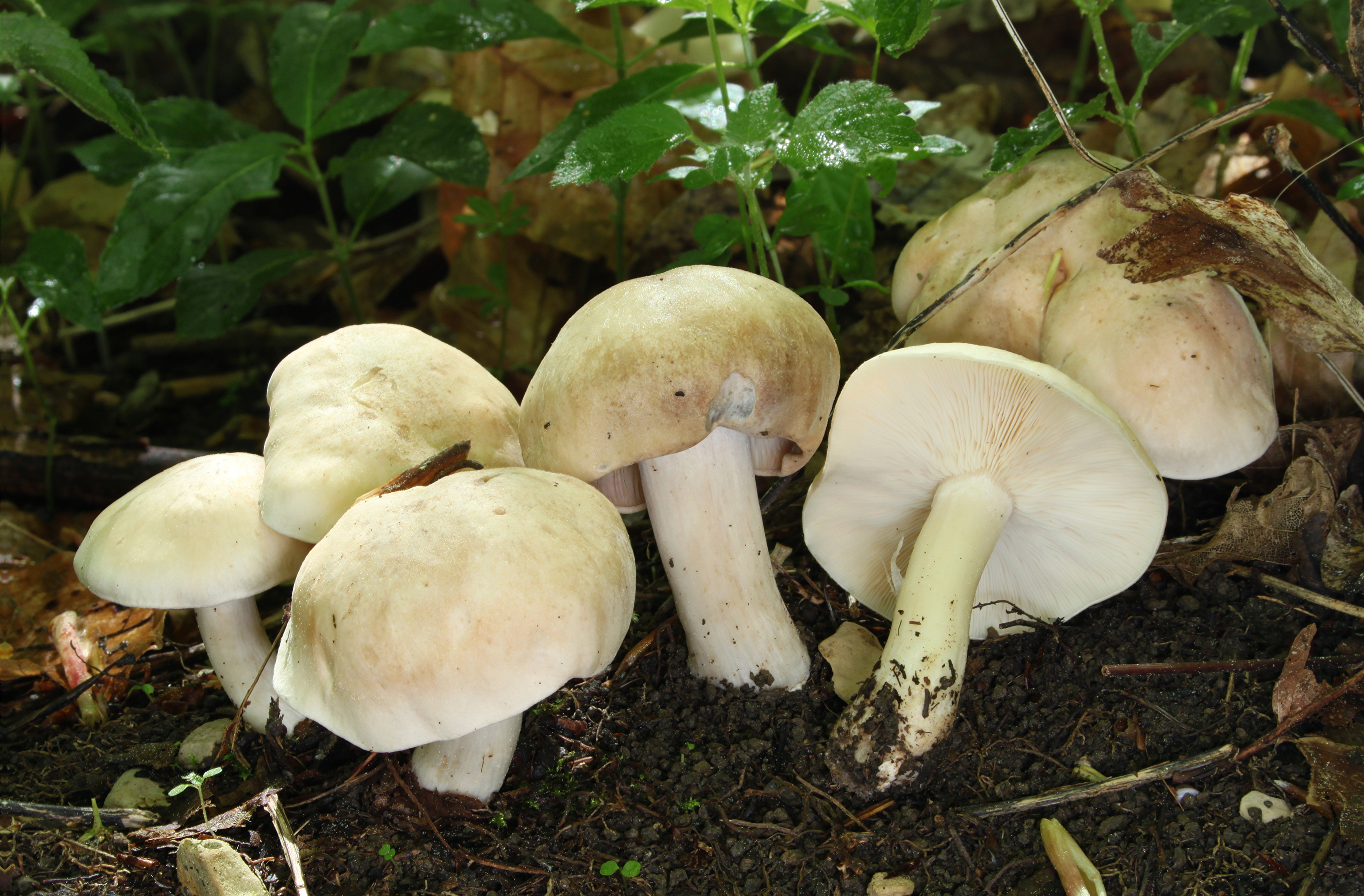
Calocybe gambosa
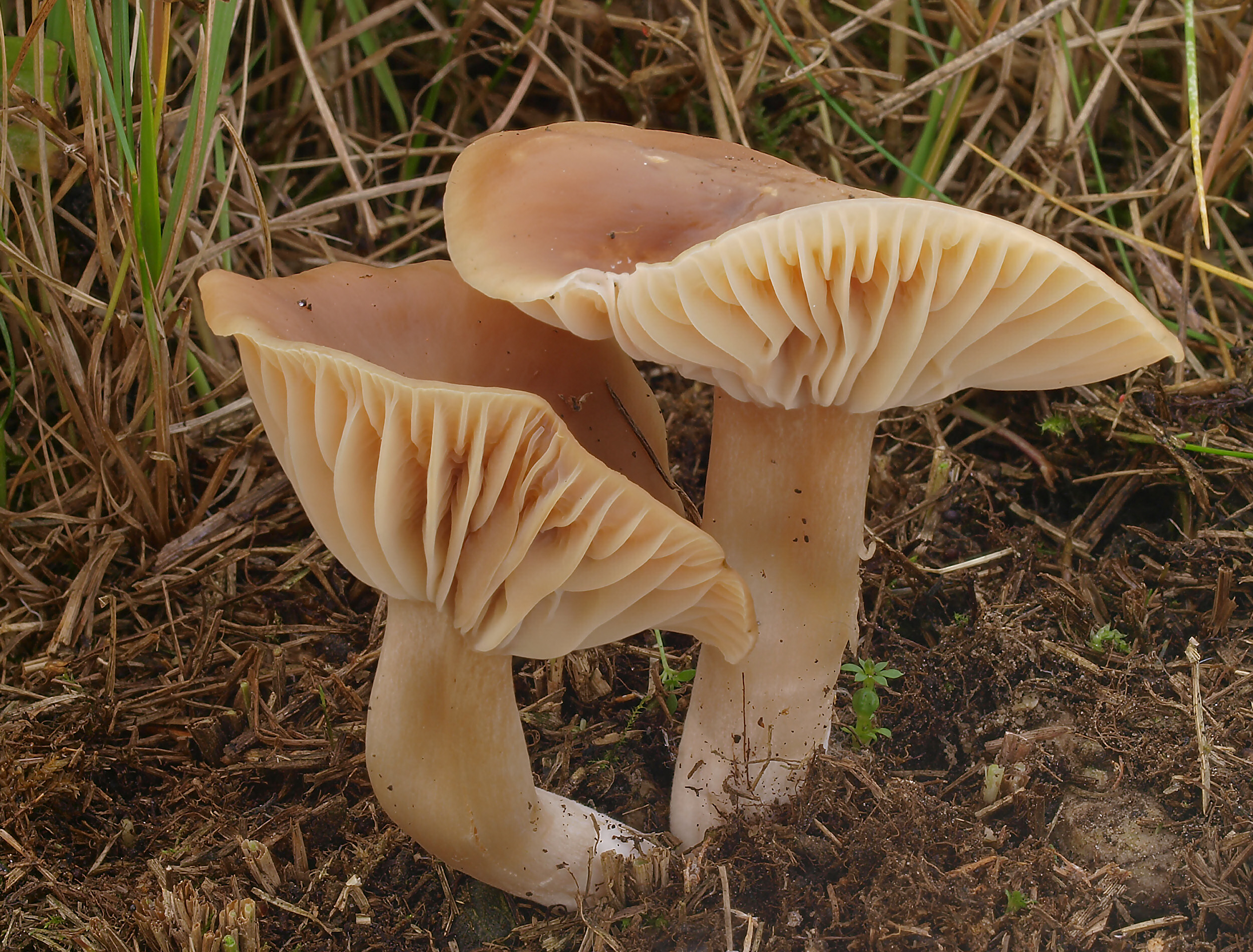
Cuphophyllus colemannianus sin. Hygrocybe colemanniana
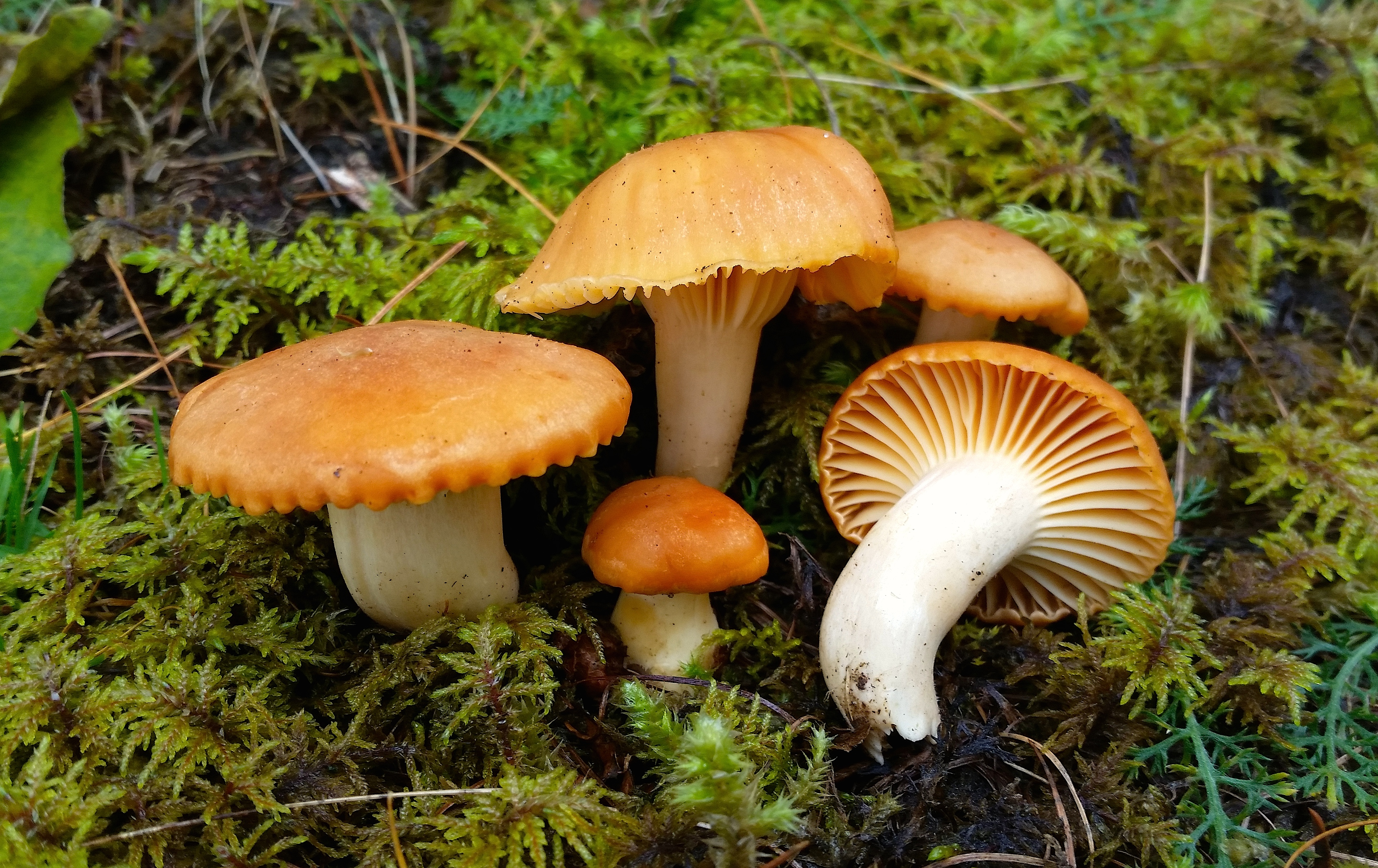
Cuphophyllus pratensis sin. Hygrocybe pratensis
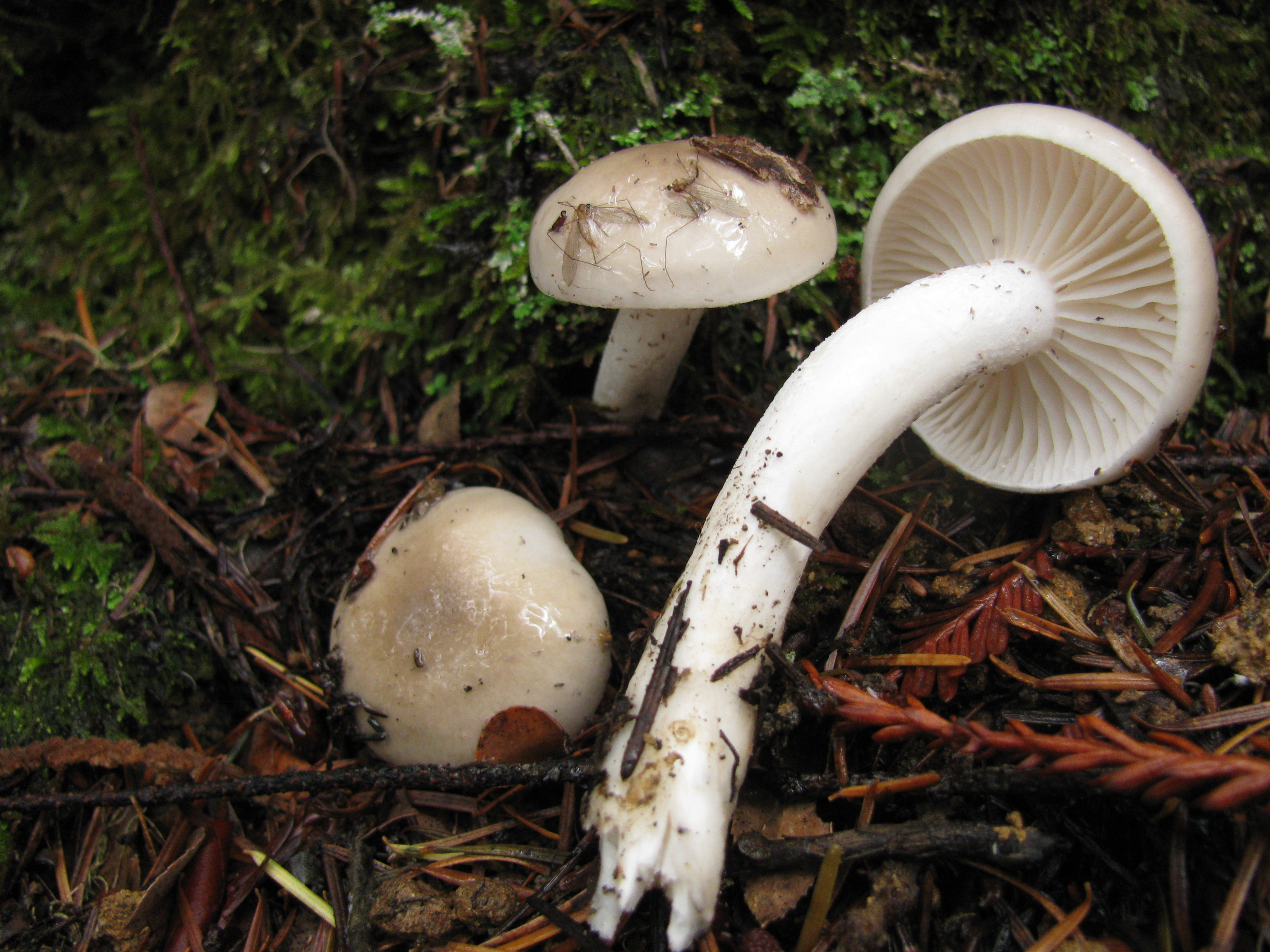
Hygrophorus agathosmus
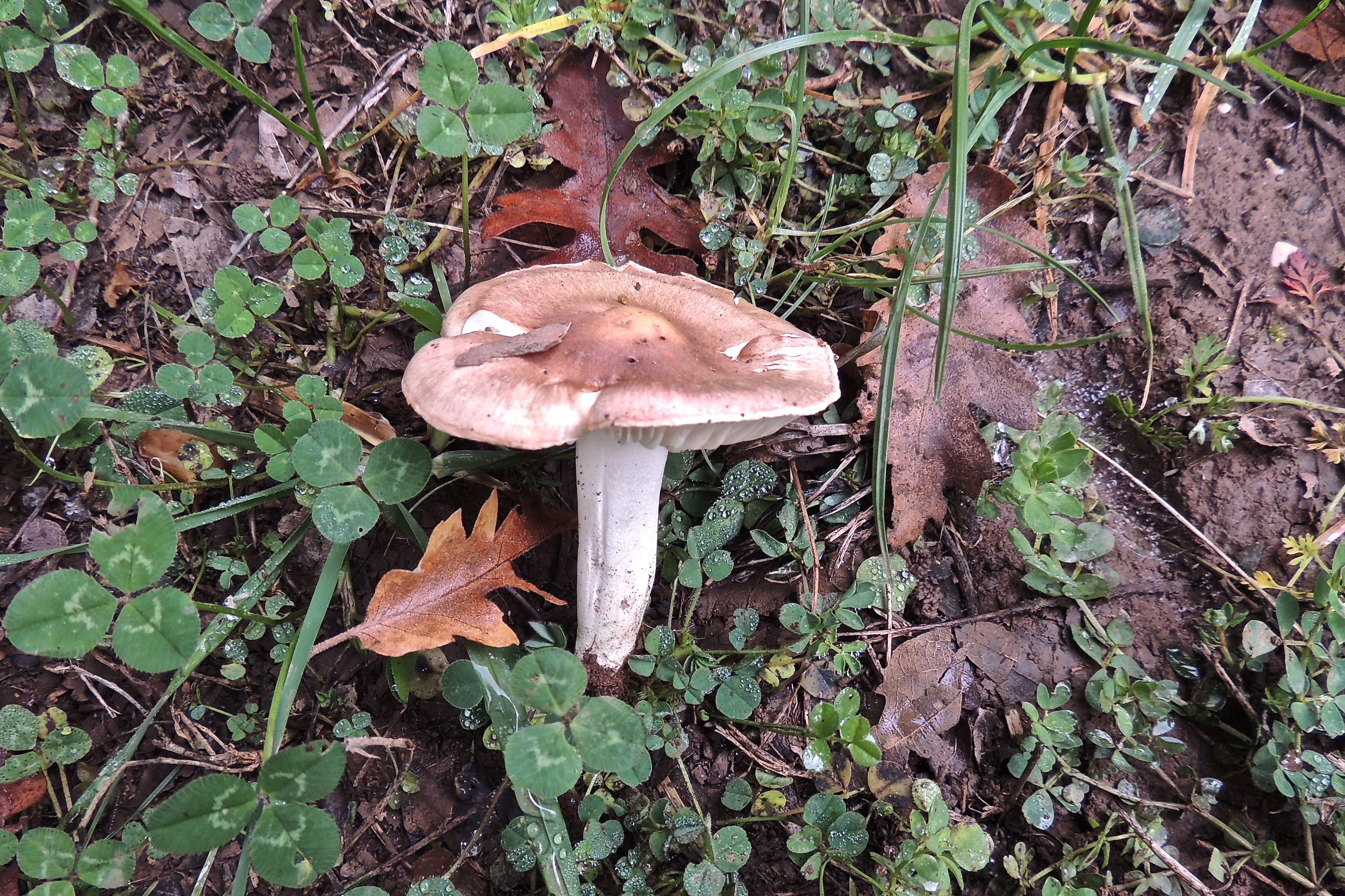
Hygrophorus arbustivus
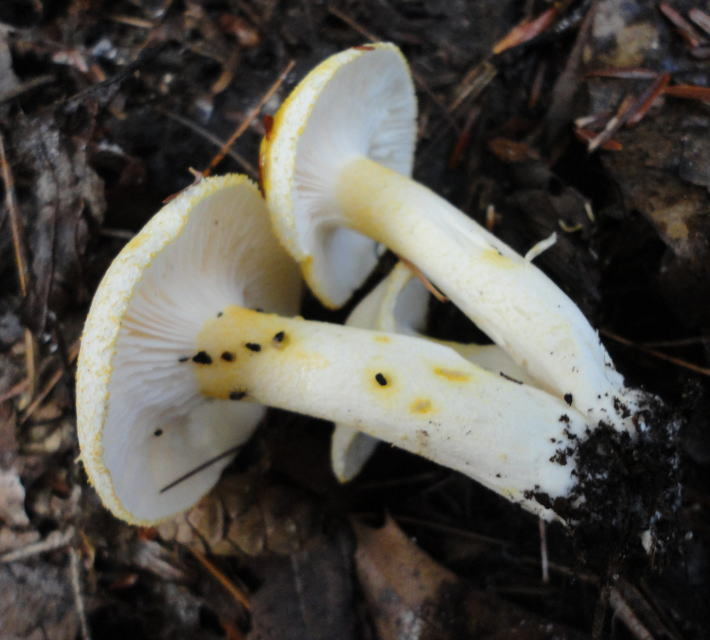
Hygrophorus chrysodon

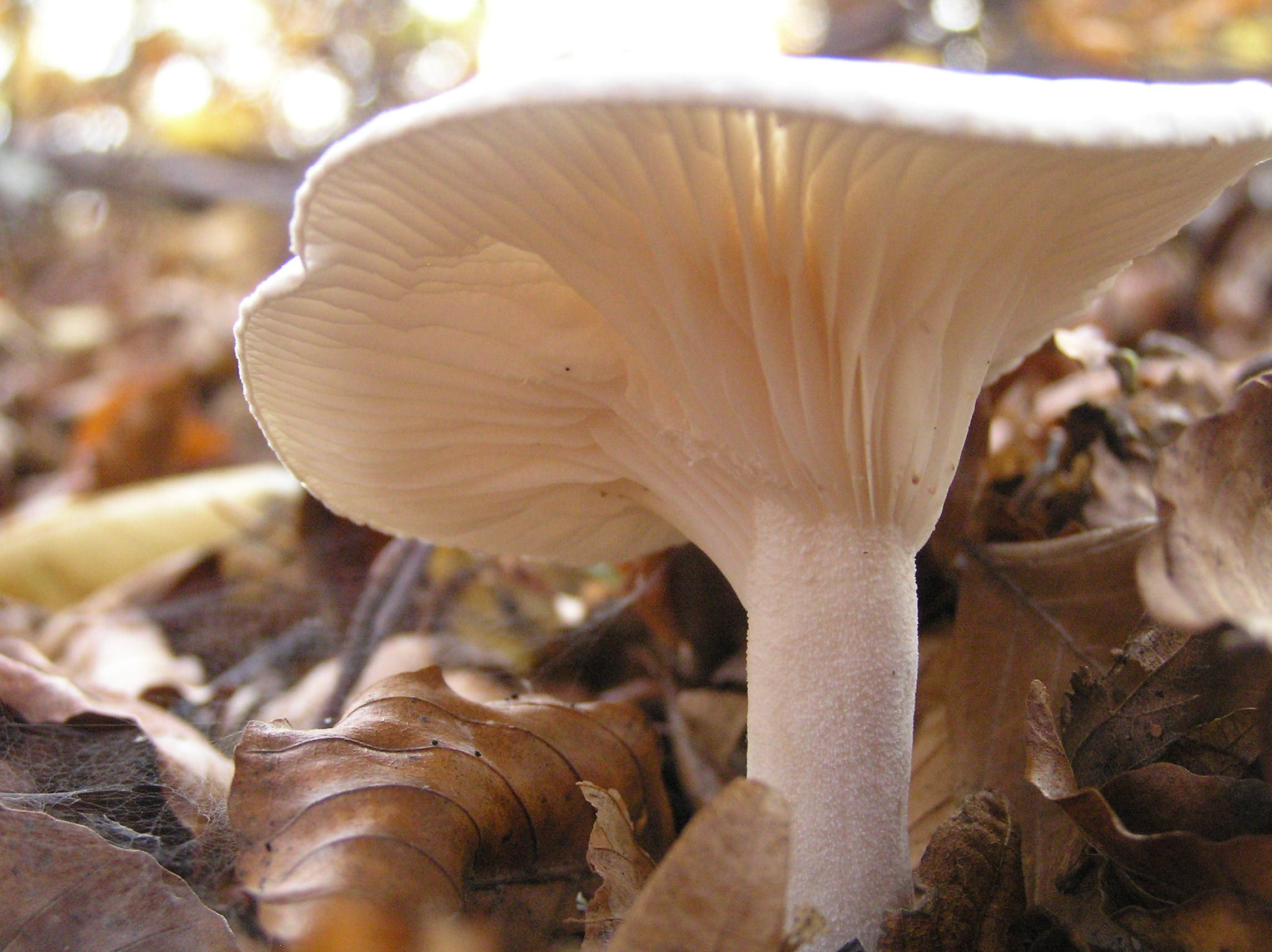
Hygrophorus discoxanthus
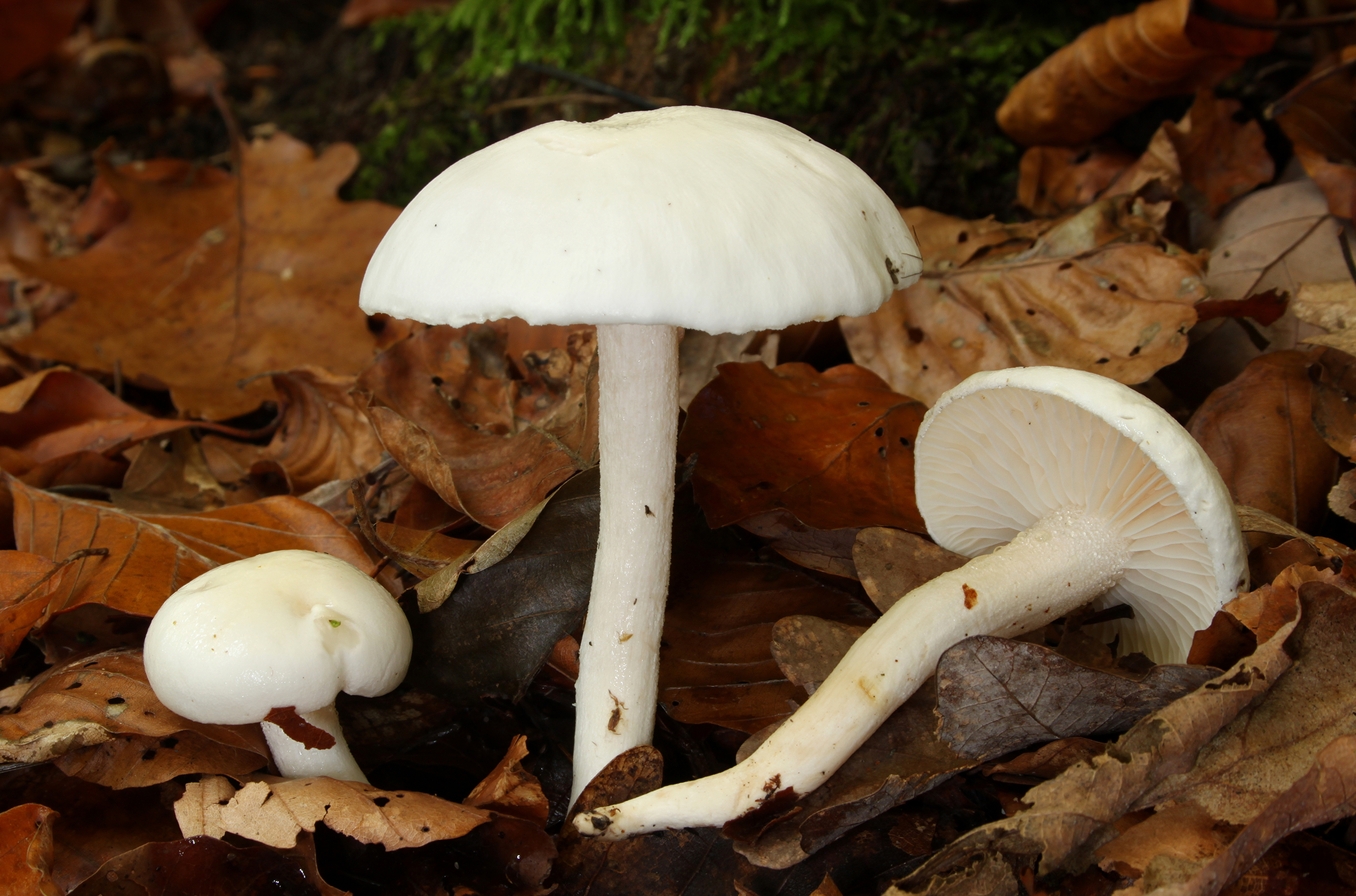
Hygrophorus eburneus
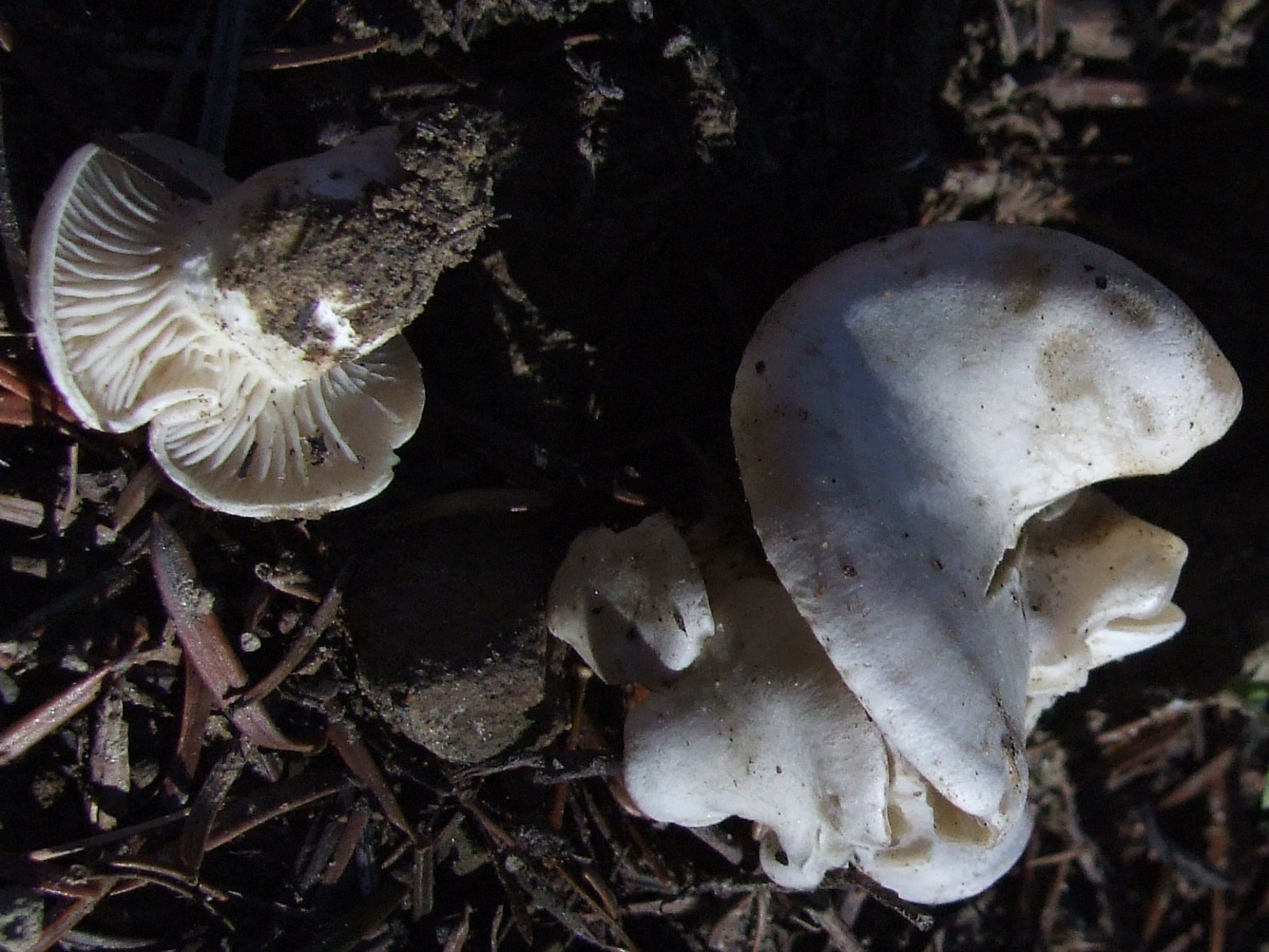
Hygrophorus gliocyclus
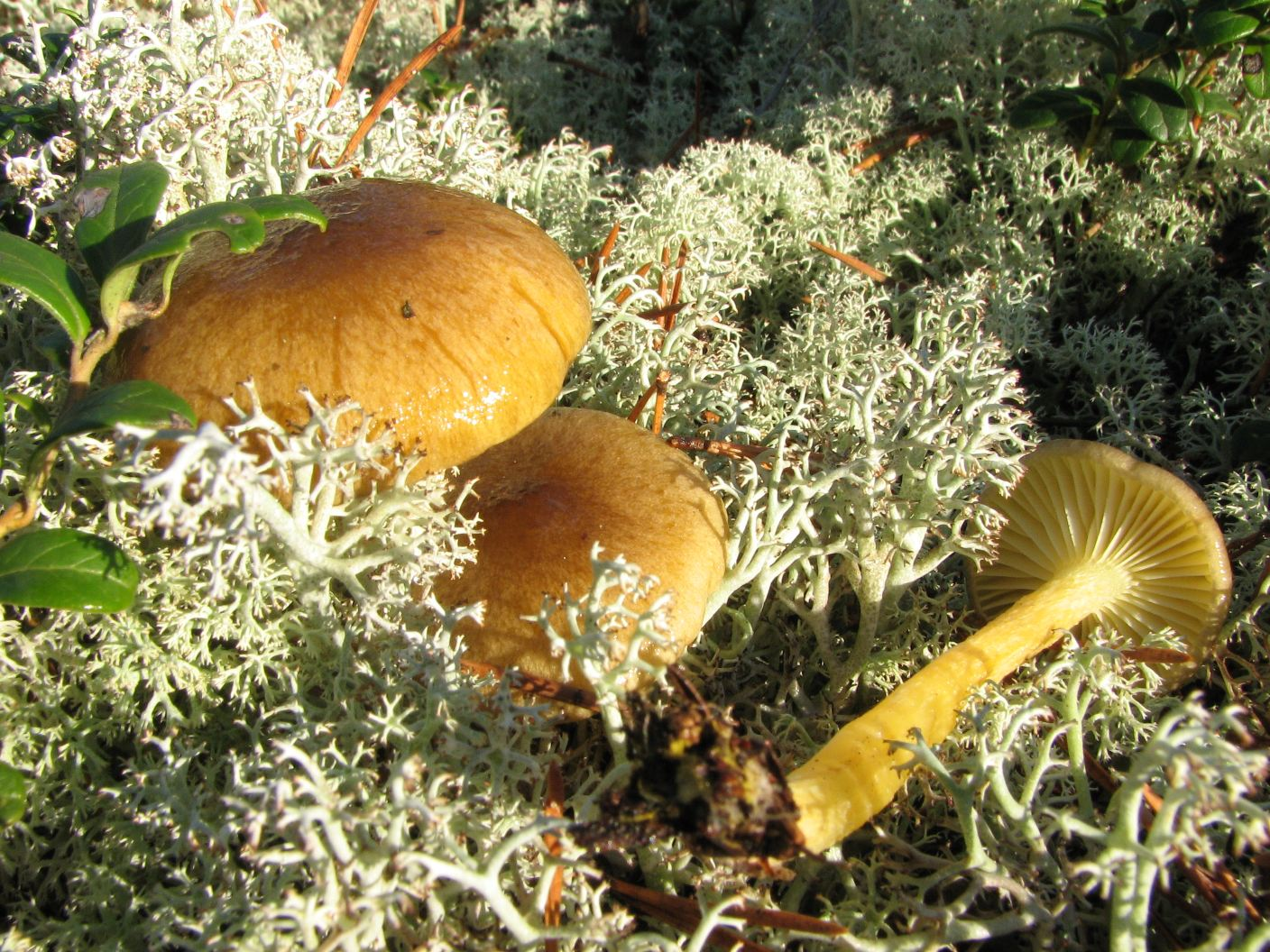
Hygrophorus hypothejus var. aureus
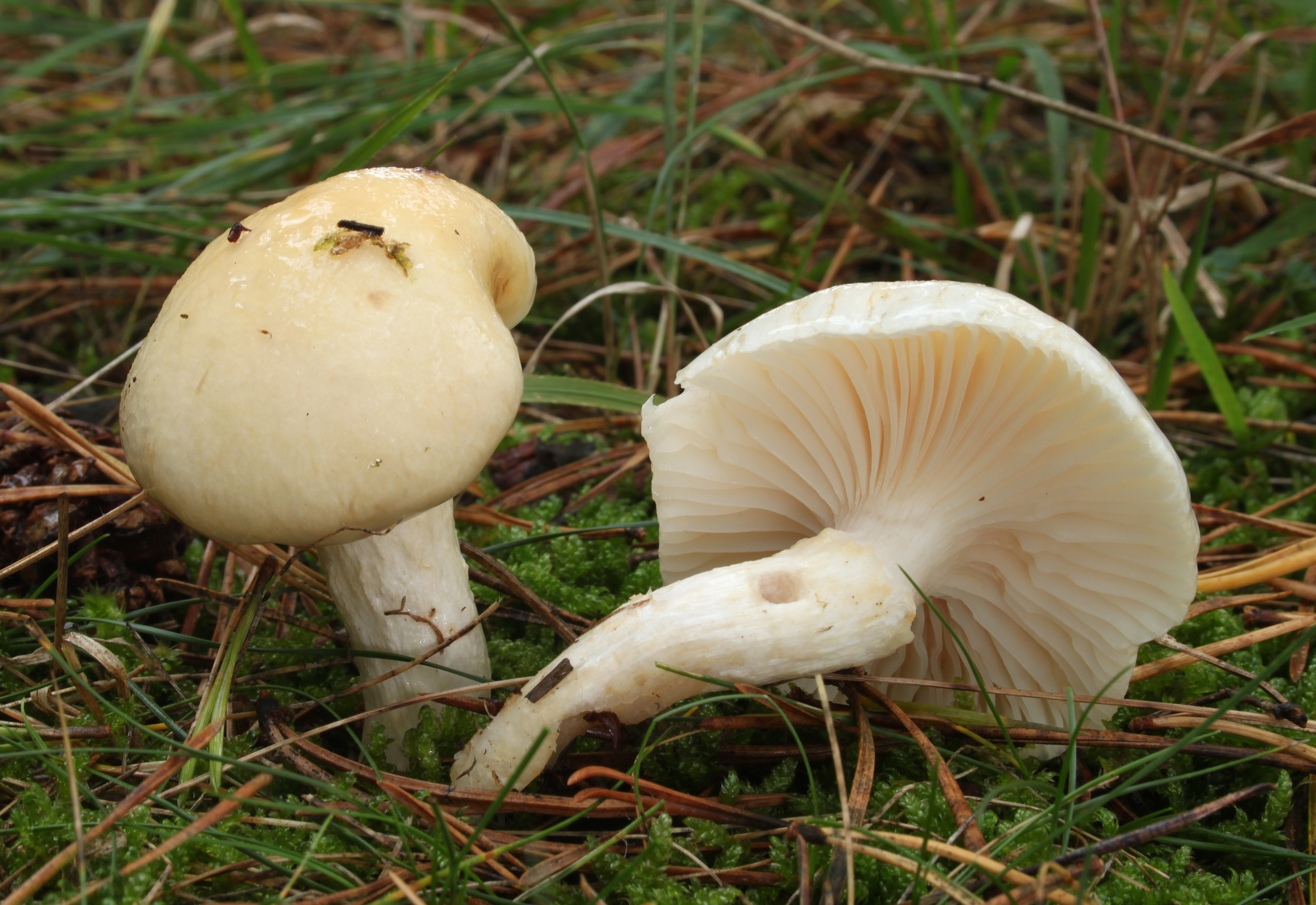
Hygrophorus ligatus
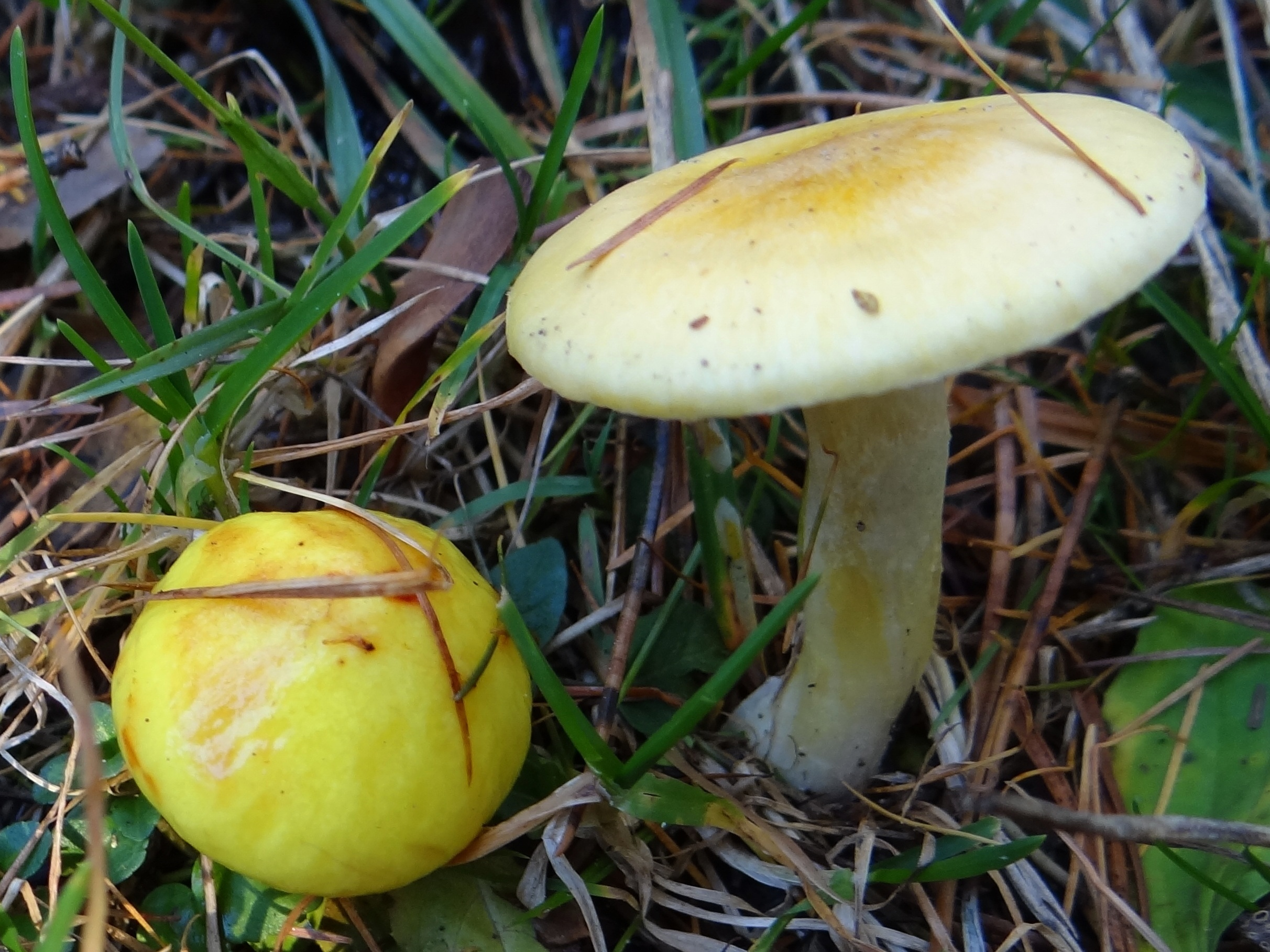
Hygrophorus lucorum

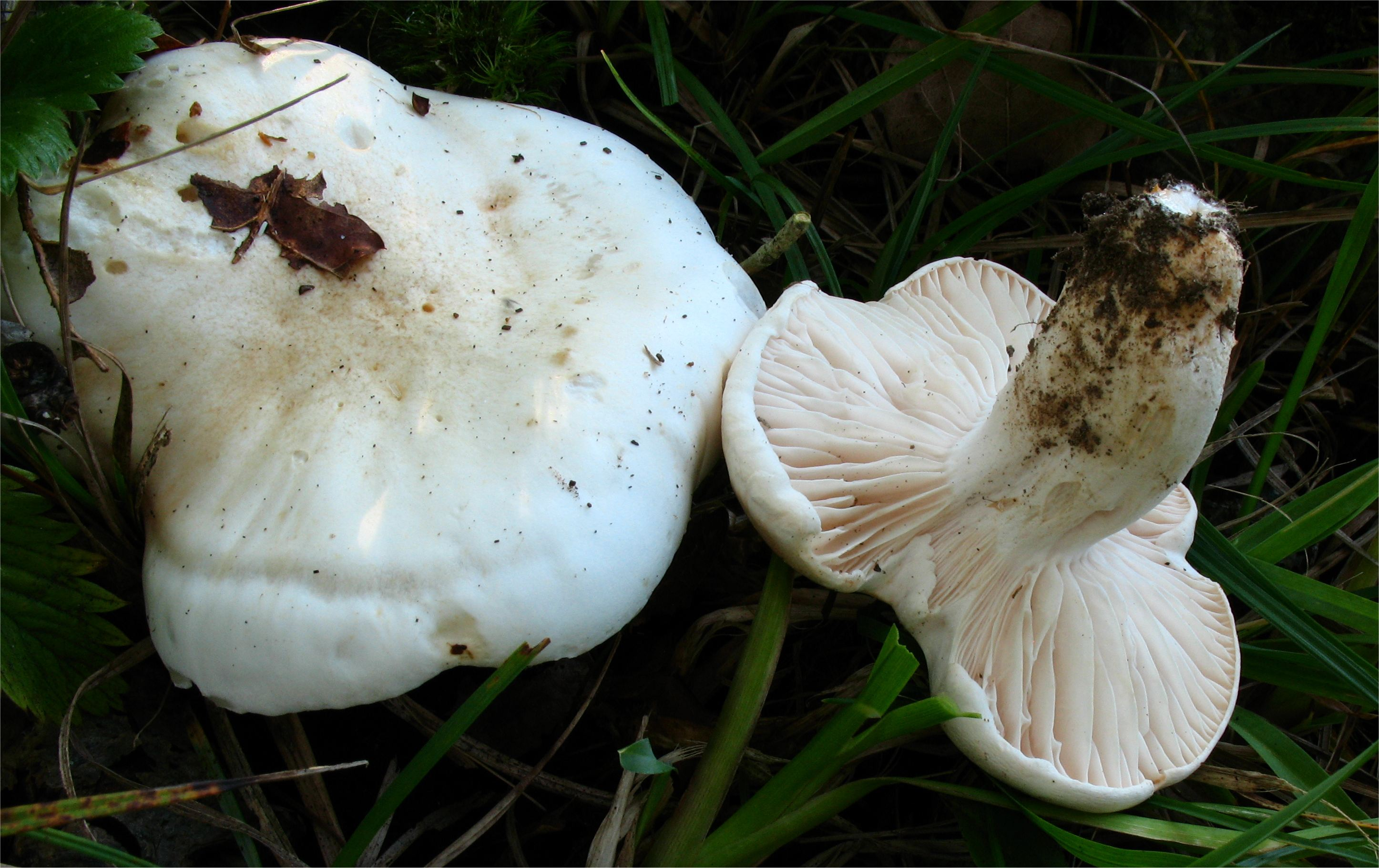
Hygrophorus penarioides
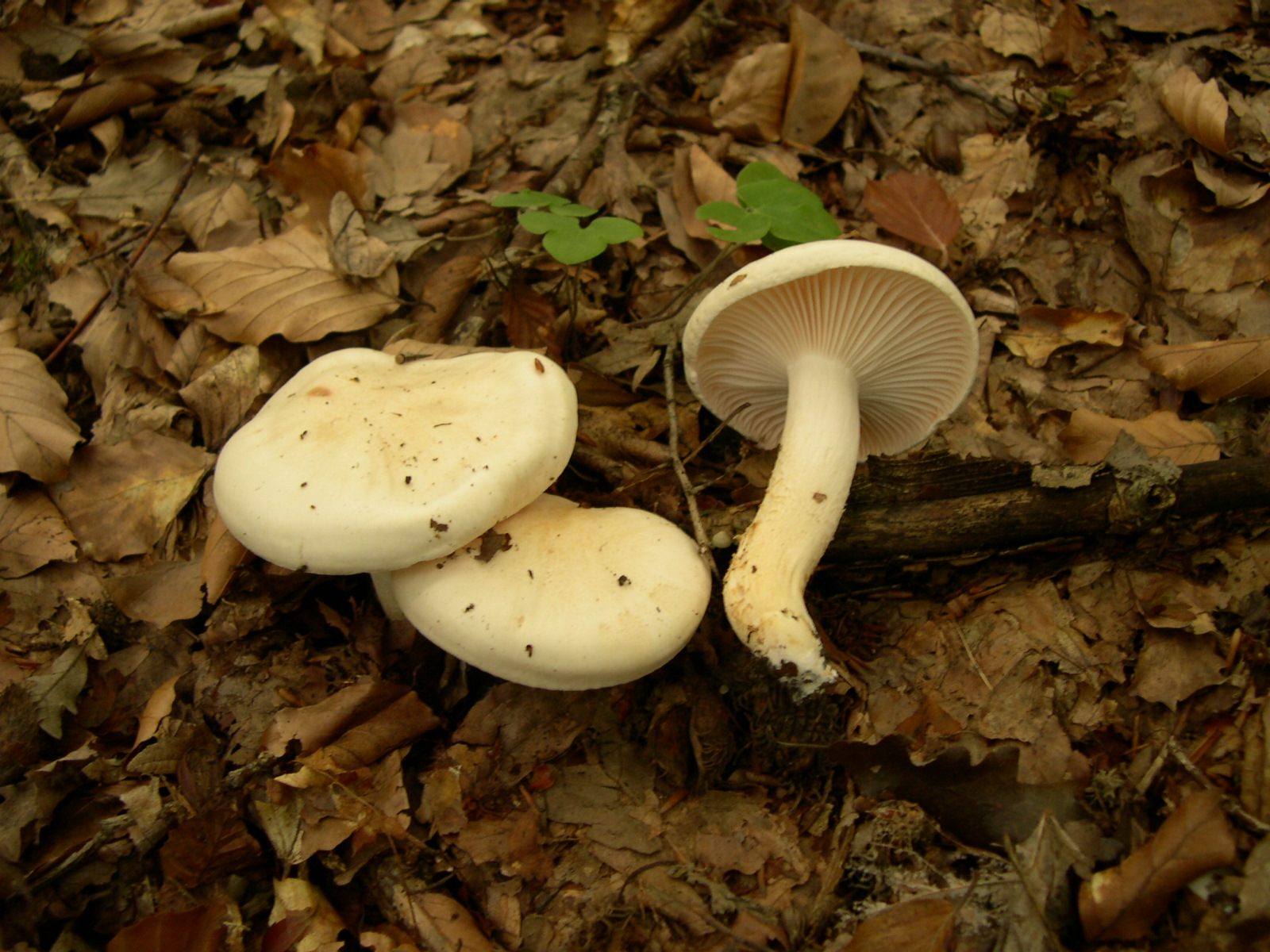
Hygrophorus penarius
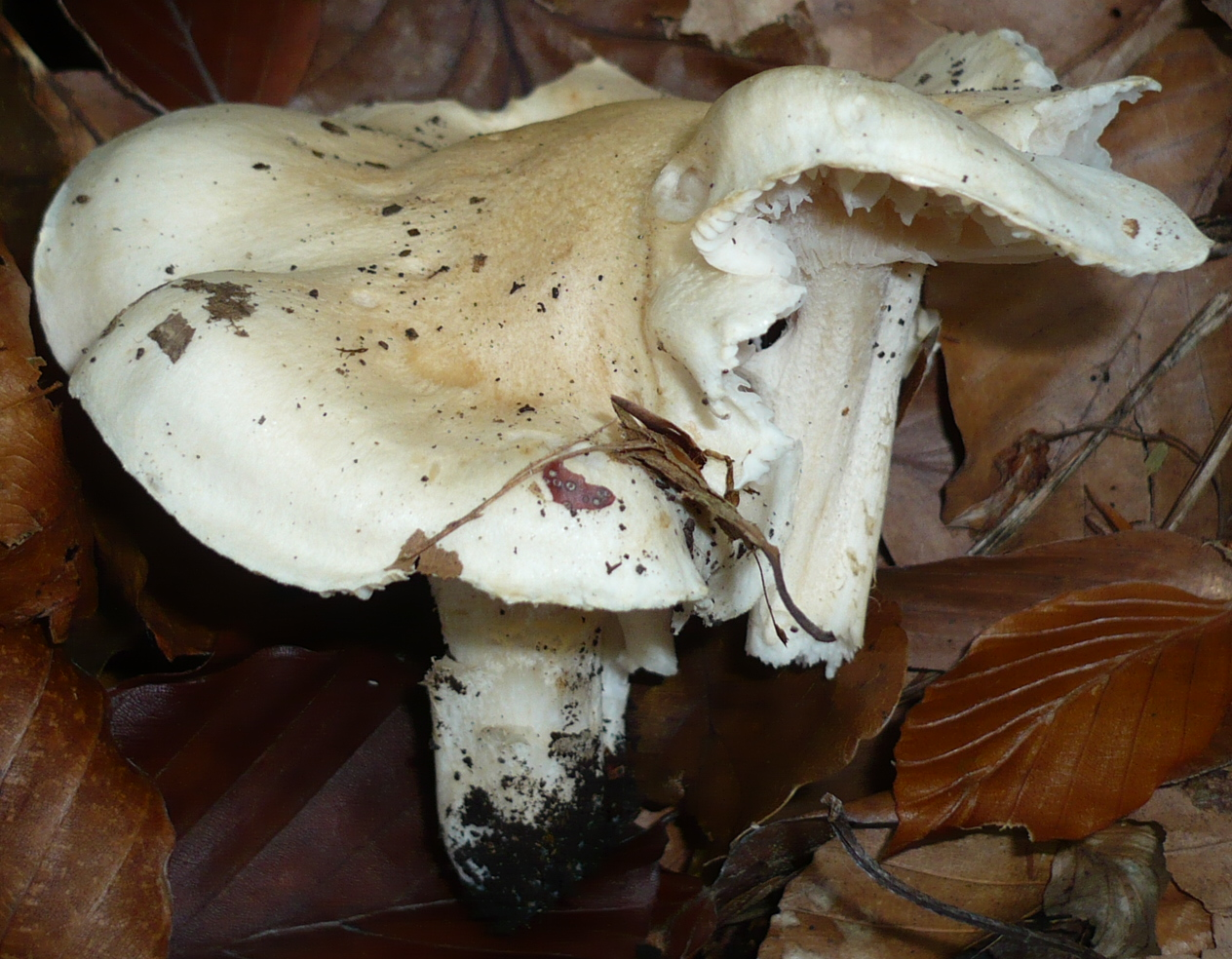
Hygrophorus poetarum
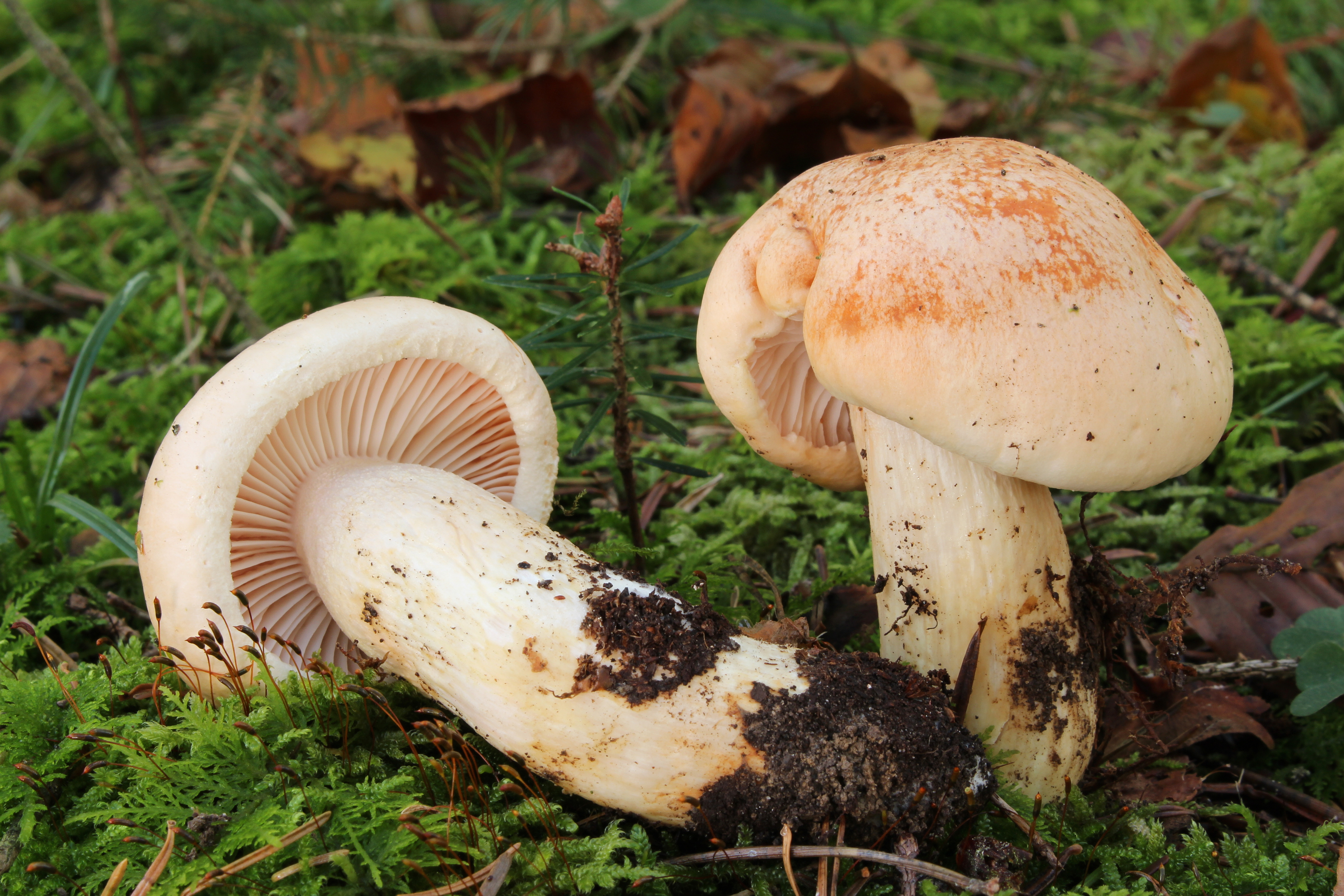
Hygrophorus pudorinus
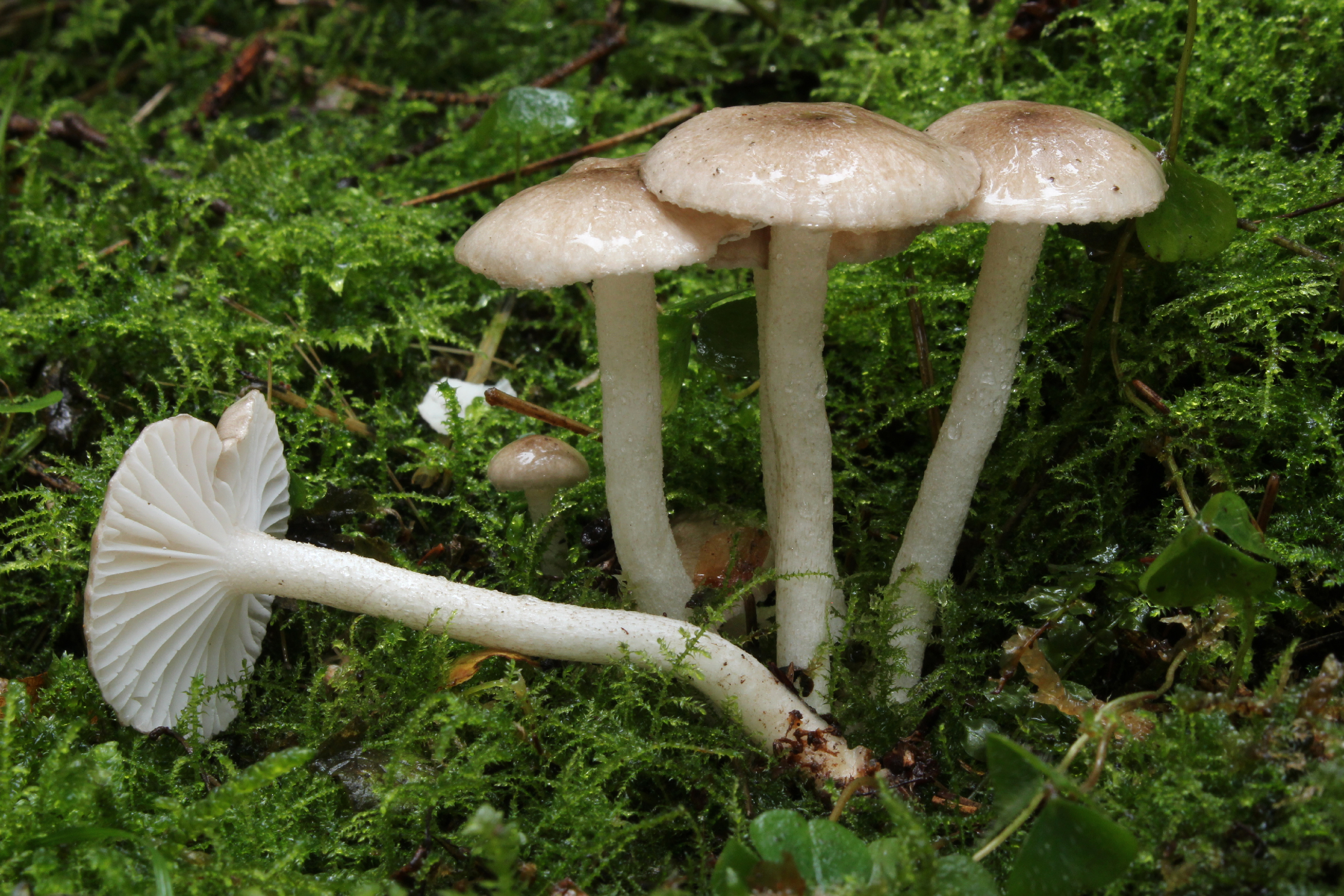
Hygrophorus pustulatus
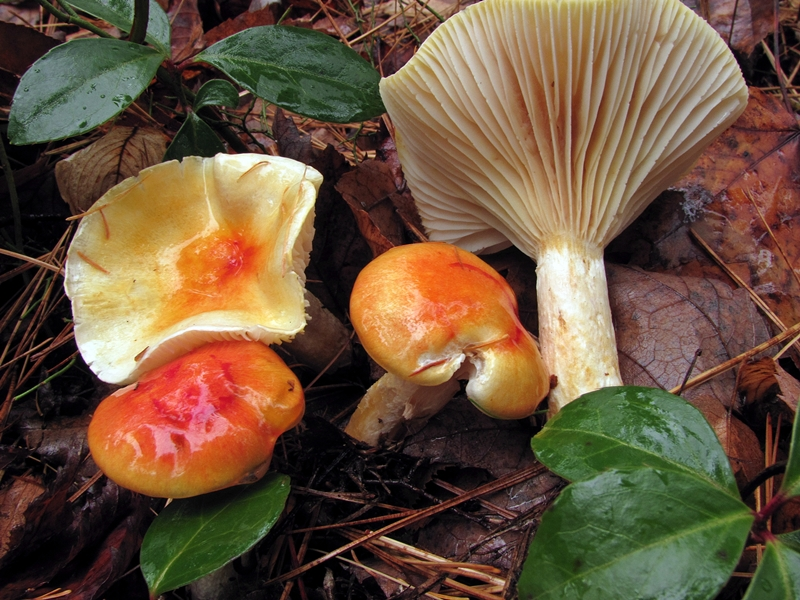
Hygrophorus speciosus

## Valorificare
Hygrophorus nemoreus este comestibil. În Elveția poate fi vândut la piață. Se potrivește în bucătărie cel mai bine ca adăugare la o mâncare de alte ciuperci.